# Karl Kainberger
Karl Kainberger (* 1. Dezember 1913 in Salzburg; † 17. September 1997 ebenda) war ein österreichischer Fußballspieler. Der Stürmer gewann mit der österreichischen Amateurauswahl bei den Olympischen Spielen 1936 in Berlin die Silbermedaille.

## Karriere
Karl Kainberger spielte gemeinsam mit seinem älteren Bruder Edi beim SAK 1914 in der Salzburger Landesliga. Die Liga war damals auf Amateurbasis ausgerichtet und stand nicht mit der professionellen österreichischen Meisterschaft in Verbindung, die sich zur damaligen Zeit nur auf den Wiener Raum beschränkte. Mit den Nonntalern gewann Karl Kainberger mehrmals die Landesmeisterschaft und erreichte drei Mal das Finale der Amateur-Staatsmeisterschaften. Von Trainer Jimmy Hogan wurde er 1936 zu den Olympischen Spielen nach Berlin mitgenommen, obwohl er bis dahin noch kein Spiel für die österreichische Amateur-Nationalmannschaft bestritten hatte. Nachdem Josef Kitzmüller nach dem Skandalspiel gegen Peru verletzungsbedingt für das Halbfinale gegen Polen ausfiel, sprang Karl Kainberger für ihn auf der linken Verbinderposition ein und erzielte beim 3:1-Sieg auch ein Tor. Der Stürmer wurde nun von Hogan auch für das olympische Finale, welches 1:2 in der Verlängerung an Italien verloren ging, aufgestellt und bereitete auch das einzige österreichische Tor durch Fuchsberger im Endspiel vor.

### Kontroverse um das Finaltor
In vielen Quellen, auch in Zeitungen unmittelbar nach dem Spiel werden sowohl fälschlicherweise Karl Kainberger als auch Fuchsberger als Torschütze genannt. Allerdings belegen Filmaufnahmen dieses Spiels, dass der Ball von Walter Werginz nach vorne geschlagen wurde, vom Rücken Kainbergers und eines italienischen Verteidigers zu Franz Fuchsberger kam, welcher den Ball nach einem Haken mit wuchtigem Schuss kurz vor dem Fünf-Meter-Raum in die rechte obere Ecke scharf einschoss. Dies äußerte er auch gegenüber den Salzburger Nachrichten ein Jahr vor seinem Tod in einem Interview 1996.

## Erfolge
- 3 × Österreichischer Vize-Amateurstaatsmeister: 1934, 1935, 1937
- Teilnahme bei den Olympischen Spielen 1936: Silbermedaille
- 2 Spiele für die österreichische Amateur-Nationalmannschaft 1936
- 20 Spiele für die Salzburger Landesauswahl